# Batillaria mutata
Batillaria mutata е вид охлюв от семейство Batillaridae.

## Разпространение
Този вид е разпространен в Еквадор (Галапагоски острови).